# Philips (cratera)

Philips é uma cratera no quadrângulo de Mare Australe, em Marte, localizada a 66.7º latitude sul e 45.1º longitude oeste. Seu diâmetro é de 190.2 km e seu nome vem de John Philips, um geólogo britânico (1800-1874), e Theodore E.Philips, um astrônomo britânico (1868-1942). 